# أحمد بن محمد السجاوندي
أبو بديل أحمد بن محمد السجاوندي (توفي 1176 م الموافق 571 هـ) كان مؤرخًا من القرن الثاني عشر ومعلقًا على القرآن الكريم. هو ابن العالم محمد بن طيفور السجاوندي. وقد ورد ذكره في كتاب "لباب الألباب" لعوفي وكتاب "المقال الأربعة" لنظامي أروزي باعتباره شاعرًا وخطيبًا عظيمًا في بلاط طغان شاه بن ألب أرسلان (حكم هرات في منتصف القرن الحادي عشر)، تحت اسم ملك الكلام مجد الدين أحمد بديع السجاوندي. ومع ذلك، بما أن هذا الحدث لابد وأن يكون قد سبق حياة أبي بديل بما يقرب من قرن من الزمان، فمن المرجح أن يكون قد تم الخلط بين هذين الشخصين منذ وقت مبكر، حيث كان مالك الكلام أحمد بديع (ملك الكلام) معروفًا بشعره، والإمام الكبير أحمد بن محمد السجاوندي (الإمام الأعظم) لعلمه الديني.

## الاسم
اسمه الكامل هو أبو بديل أحمد بن محمد بن طيفور السجاوندي (بالفارسية: ابوبدیل احمد ابن محمد ابن طیفور سجاوندی). السجاوندي هو نسبته بمعنى "من سجاوند". من ألقابه مجد الدين والإمام الكبير.

## الأعمال
- إنسان عين المعاني، تعليق على عمل والده، عين المعاني في تفسير الكتاب العزيز والسبيعي المثاني ، عين المعاني في (تفسير الكتاب العزيز والسبع المثاني) .
- زخير سمر دار معاني أخبار السيد مختار ( الخزان المفيد لتعليمات السيد مختار الهامة ، ذخایر الثمار در معاني اخبار سید مختار)